# Comte de Smet de Naeyer (navire-école)
Le Comte de Smet de Naeyer est un navire-école belge entré en service en 1905. Ce trois-mâts neuf fit naufrage le 19 avril 1906 dès le début de son second voyage, entraînant dans la mort plus de la moitié de son équipage. Les circonstances de cette tragédie, qui a causé une vive émotion en Belgique et donné lieu à de violentes polémiques, sont restées entourées d'incertitudes.

## Genèse du projet
Autour de l'année 1900, de multiples initiatives se manifestent en Belgique pour la doter d'une présence maritime digne du rang auquel elle s'est hissée de puissance coloniale et commerciale majeure. Paul de Smet de Naeyer, chef du gouvernement de 1896 à 1907 (hormis une brève interruption en 1899), s'investit personnellement dans cet effort. Sous son autorité de grands travaux sont lancés pour étendre les installations portuaires d'Anvers, Ostende et Zeebruges, et mettre en place une structure de formation pour fournir en officiers compétents la marine marchande.
C'est dans cette intention qu'est fondée à Anvers le 20 décembre 1903 l'Association maritime belge (Belgische zeevaartvereniging), dont l'objet est d'acquérir et exploiter un grand voilier-école, à rentabiliser autant que possible en assurant des prestations commerciales de transport. Cette Association est formellement une société anonyme (le régime juridique des ASBL n'existait pas encore) au capital de 500 000 francs réunissant des actionnaires privés. En fait, il est clair qu'elle est sous la tutelle de l'État : les « institutionnels » (à commencer par les gouverneurs des trois provinces maritimes) sont très présents dans l'actionnariat, les prestations facturées et les frais d'écolage ne peuvent suffire à la rentabiliser, et l'Association est assurée d'une dotation publique annuelle de 75 000 francs. Ce qui sera jugé trop, ou trop peu : selon les uns il aurait été plus simple d'attribuer des bourses à des cadets méritants à former chez les armateurs ; selon d'autres ce montant n'est pas au niveau de ce qu'on attend d'une vitrine censée incarner la puissance et le savoir-faire maritimes du pays.
Cette confusion entre puissance publique et initiative privée contribuera à envenimer les polémiques qui suivront, et faire de la catastrophe du Comte de Smet de Naeyer une affaire d'État.

## Construction du navire
Le navire-école projeté est l'occasion pour la Belgique de renouer avec la navigation à voile au long cours, tradition qui, pour des raisons historiques (fermeture de l'Escaut, blocus continental, régime hollandais, puis péage de l'Escaut jusqu'en 1863) avait été largement perdue en Flandre.
Un appel d'offres est lancé pour le bâtiment à construire, un trois-mâts carré à coque et mâture acier. Un moteur auxiliaire n'est pas prévu. Le 2 mai 1904, le comité directeur de l'Association décide de commander le navire à la Grangemouth & Greenock Dockyard Company de Greenock, Écosse. Des voix s'élèvent pour objecter que cela aurait dû être l'occasion de favoriser l'industrie nationale.
La construction débute le 16 juin 1904. Mais en août 1904, le futur commandant Fourcault refuse la mise en service du navire en raison des défauts constatés (avant la mise en service, le nouveau navire subit des essais en mer afin d'identifier tout problème nécessitant une correction). Sous de fortes pressions, il acceptera la nomination comme capitaine du navire en décembre 1904 .
Le lancement a lieu le 16 octobre. Le bateau est baptisé du nom du chef du cabinet belge, principal promoteur du projet qui a mené à sa réalisation. La marraine est Mlle de Browne de Tiège, fille du plus gros actionnaire de l'Association. Il a fallu s'y reprendre à deux fois, dit-on, pour briser la bouteille de champagne sur l'étrave, selon certains un mauvais présage.
Quelques jours après le lancement, le 20 octobre, alors que le navire était en cours d'armement, il chavire à quai, en raison d'une fausse manœuvre lors du remplissage des ballasts. Remis à flot peu après, il se couche à nouveau, des câbles utilisés pour le redresser ayant cédé. Mâture et superstructures sont endommagées. La presse s'inquiète de ces déboires, ou ironise. Renfloué et remis en état, le Comte est livré plus tard que prévu, arrive à Anvers le 29 décembre 1904, toué par un remorqueur qui connaît des avaries de machine durant le trajet.
Autant d'incidents qui suscitent des inquiétudes quant aux qualités marines du navire et lui confèrent la réputation naissante de bateau maudit par le sort. Le Lloyd's Register lui accorde cependant la plus haute classification attestant qu'il a été construit selon les règles de l'art, et un aréopage d'experts anversois certifie la qualité du bâtiment.

## Premier voyage
Le Comte de Smet de Naeyer appareille pour sa première campagne le 12 février 1905, avec un équipage de 60 hommes dont 28 cadets. À Anvers une foule salue le départ du navire, qui a fière allure avec son haut gréement à six vergues. Il est chargé de ciment à destination du Chili, avec une cargaison complémentaire de coke. Il est sous la conduite d'un officier chevronné de la Marine d'État, le commandant Gustave Fourcault, 44 ans, qui a commandé depuis de nombreuses années des garde-pêches et des malles assurant la liaison entre Ostende et Douvres. Le bateau fait une escale à Funchal (Madère).
Entre-temps, le 11 avril à Bruxelles, tandis que le Comte fait route dans l'Atlantique sud, deux élus flamands de l'opposition libérale interpellent le gouvernement pour mettre en cause ses choix dans l'organisation de l'enseignement maritime. Adolphe Buyl et César Van Damme déplorent que le gouvernement subsidie un navire commandé à l'étranger alors que des chantiers anversois proposaient pour une faible différence de prix une construction plus stable et plus solide, avec notamment un doublage métallique du pont supérieur au lieu d'un pont en bois seul. Expert en construction navale (sa famille possède un chantier à Termonde), Van Damme critique en particulier les dimensions exagérées de la mâture et des superstructures, qui rendent le bâtiment instable, l'absence de cloisons étanches, et le fait qu'aient été spécifiés, au lieu de ballasts en double-fond, des compartiments verticaux pouvant alternativement servir de cales pour le fret et de ballasts verticaux. Il estime que l'adjudication a porté sur des « plans inexécutables », « tracés par des hommes n'ayant pas la moindre notion d'un navire à voiles » et confiés à un ingénieur britannique « incompétent ». Enfin, il s'inquiète qu'à peine livré à Anvers, la bateau ait été hâtivement doté de quilles de roulis et qu'on ait tenté d'améliorer son étanchéité en coulant du ciment sur des tôles et des briques entre les membrures.
L'anticlérical Adolphe Buyl note qu'il conviendrait de s'assurer que les cadets en formation aient une bonne pratique du néerlandais (une forte part des élèves sont originaires de Bruxelles et de Wallonie), l'ouverture maritime du pays étant de toute évidence du côté flamand, et estime qu'au lieu d'un aumônier catholique, il eut été plus opportun d'embarquer un professeur de plus. On lui répond que l'aumônier du bord, le père Cuypers, est également chargé des cours de néerlandais.
Le Comte livre une partie de sa cargaison à Valparaiso, le reste à Iquique, puis se rend à Caleta Buena pour remplir ses cales de nitrate. Il prend le chemin du retour le 4 septembre 1905 et arrive à Anvers le 4 janvier 1906.
On se félicite de la bonne tenue du navire, qui a bravement passé le redoutable Cap Horn. Mais trois cadets ont déserté au Chili, les vivres se sont révélés insuffisants ou avariés lors du long retour, l'équipage affaibli par le béri-béri a été frappé d'une épidémie de fièvre typhoïde dont sont morts un professeur et un mécanicien, et une part de la cargaison a été noyée et perdue car l'étanchéité de la coque laisse à désirer.

## Second voyage et naufrage
Le roi Léopold II et le gouvernement encouragent le lancement d'une école maritime belge (préfigurant l'École supérieure de navigation d'Anvers) et du navire-école, et le ministre du Commerce et de l'Industrie Gustave Francotte adresse son allocution aux cadets avant le départ d'Anvers le 11 avril 1906 (Photo).
Après révision du rivetage et du jointage du bordé, et diverses améliorations dans les aménagements, le Comte de Smet de Naeyer repart d'Anvers le 11 avril 1906 avec à bord 59 hommes dont 30 cadets, et dans ses cales quelque 2400 t de ciment en fûts et plus de 300 tonnes de rails de chemin de fer à livrer en Afrique du Sud à Port Natal (Durban). Le commandant Fourcault est de nouveau chef de bord.
Remorqué jusqu'à Flessingue, le navire-école y reste encalminé une journée ou deux avant d'être conduit en pleine mer le vendredi 13 avril.
Ce serait dans la journée du 18 avril, au large du Golfe de Gascogne, qu'on aurait remarqué que la coque faisait eau, sans localiser de voie d'eau particulière. Les pompes à main s'avèrent insuffisantes ou défectueuses, et l'unique pompe à vapeur est hors service, la pompe auxiliaire alimentant la chaudière en eau étant déjà noyée. Le soir, l'eau commence à envahir les dortoirs et la cuisine. Le 19 avril, vers 4 h du matin, Fourcault fait appeler tous les hommes sur le pont et distribuer les « corsets de sauvetage », car le navire est manifestement perdu. Il file alors 5 nœuds vent arrière, embarque de plus en plus d'eau par les superstructures, des lames balaient le pont. On tente de mettre à l'eau deux canots et une baleinière mais ils chavirent ou se brisent, soit en raison de la panique, soit parce que les bossoirs fonctionnent mal. Seule une chaloupe parvient à être débordée, 22 hommes y sautent. Quelques instants après qu'elle a largué l'amarre, le Comte de Smet de Naeyer sombre. Il est 7 h du matin, le naufrage a eu lieu sous 47,2° de latitude nord, à 150 milles de la côte française.
Tous les témoins confirment l'image d'Épinal qu'on a retenue de cette tragédie : le commandant Fourcault à son poste, fumant stoïquement sa dernière cigarette (dans la tradition « Le capitaine sombre avec son navire »), avec à ses côtés son second, le jeune baron Henri van Zuylen [réf. à confirmer],, 27 ans, et l'abbé Édouard Cuypers, qui a décliné l'offre d'une place dans la chaloupe et dont les derniers gestes sont pour en bénir les occupants.
La chaloupe recueille encore 4 naufragés, dont le lieutenant Wenmaeckers, qui prend le commandement de l'embarcation. Il n'y a à bord, en fait de vivres, que quelques paquets de chocolat et pas d'eau potable. Vers la fin de l'après-midi, on aperçoit un grand voilier à l'horizon. Les rescapés font force de rames pour se rapprocher de sa route : c'est un quatre-mâts barque français, le Dunkerque II, un des fleurons de l'armement A.D. Bordes, commandé par le capitaine Augustin Morfouace. Il revient du Chili, en route vers Falmouth (extrême sud des Cornouailles) pour ordres, et recueille à son bord les 26 survivants.

## Les suites
Le surlendemain du drame, le navire français arrive devant Falmouth, communique par signaux la triste nouvelle et dit avoir à son bord des rescapés. L'information se répand par câble dans toute l'Europe. On veut espérer que tous les hommes ont pu être sauvés. La presse spécule sur le fait que le Comte a dû être victime d'une violente tempête comme il en arrive dans le golfe de Gascogne. On saura plus tard que les conditions dans la zone concernée étaient mer belle et brise bien établie de noroît, rien qui permette de parler de mauvais temps. Le naufrage fait 33 morts, dont 18 cadets, émeut tout le pays et la Chambre des représentants.
Le lundi 23 avril au matin, le Dunkerque II se présente devant Douvres. Le remorqueur anglais Granville vient à sa rencontre. Le commandant Morfouace communique la liste des 26 survivants, certifie que pour les 33 autres (dont 18 cadets)  il n'y a pas d'espoir, mais — sur ordre de son armement, ou à la demande du gouvernement belge, ou les deux — il refuse de faire transborder les rescapés pour les emmener à Ostende et fait savoir qu'il va poursuivre sa route vers le nord de l'Allemagne.
Ce n'est que le samedi 28 avril en milieu de journée que le Dunkerque II arrive en rade de Cuxhaven, un avant-port de Hambourg. Il y est accueilli par une équipe d'officiels belges menée par Georges Lecointe, en sa double qualité de secrétaire du comité de surveillance de l'Association maritime belge et d'émissaire du gouvernement, et par des journalistes, qui tentent de soutirer des informations aux rescapés. Ceux-ci, à peine débarqués, sont transférés en train à Hambourg, d'où ils seront discrètement rapatriés en Belgique, par petits groupes séparés.
L'envoyé spécial du Telegraaf d'Amsterdam, repris par de nombreux quotidiens néerlandais, rapporte : « Je me suis approché du Dunkerque à bord d'un remorqueur pour interroger les cadets et matelots. Le représentant du gouvernement belge les empêchait de parler. [ ... ] Il paraît clair que le gouvernement fait tout pour dissimuler les véritables causes. [ ... ] À mon avis, on a retenu les rescapés à bord du Dunkerque afin de laisser au gouvernement le temps de fabriquer une version officielle. »
Cette version sera le « protêt de mer » qui, conformément à la règle, doit être dressé par le commandant de bord dans les 24 heures suivant l'arrivée dans un port et qui doit inclure une relation détaillée des incidents ayant pu affecter la cargaison, a fortiori si celle-ci a été perdue. Il est rédigé par Wenmaeckers, certainement sous le contrôle de Lecointe.
Lecture en est donnée le 1er mai 1906 devant la Chambre des représentants. Ce rapport de route signale qu'une fois arrivé en pleine mer, le Comte se montra enclin à prendre de forts coups de gîte sous la brise. Le 18 avril, on constata la présence de 3 à 4 pouces d'eau dans les cales, à 6 h du matin. À 20 h, de nouveaux sondages donnèrent 5 à 9 pouces d'eau, mais certaines écoutilles étaient déjà inaccessibles à cause des paquets de mer qui balayaient le pont.
À la Chambre, le 9 mai 1906 le député César Van Damme (1854-1916), expert en construction navale, lance une interpellation, rappelle les avertissements qu'il avait donnés un an plus tôt quant à ce bateau selon lui mal conçu, mal construit et intrinsèquement peu sûr, s'élève contre le fait qu'on a voulu empêcher les escapés de s'exprimer, et s'étonne que le rapport de route ne dise pas un mot de ce qui a pu se passer à bord du Comte entre le 14 et le 18 avril .
Après l'interlude du Comte de Smet de Naeyer II qui restait à quai tandis que les cadets embarquaient à bord du R.C. Rickmers pour leur formation pratique (une seule promotion en 1907-1908), l'Association maritime belge lancera un nouveau navire-école en 1908 : L'Avenir, construit par le chantier naval allemand Rickmers Reismuhler Rhederei und Schiffenbau.

## Hommages
Monument aux morts - En commémoration du naufrage du premier navire-école Comte de Smet de Naeyer survenu le 19 avril 1906, un monument (Sculpteur : Charles Samuel - Architecte : Joseph Van Neck) est inauguré le 19 avril 1912, place Jean Jacobs à Bruxelles, à quelques mètres du Palais de Justice. Sur un socle assez élevé, une femme en pied se penche affectueusement vers un jeune garçon, de quelque quinze ans ,,.
En 1968, un navire est construit par le chantier naval de Rupelmonde, pour le gouvernement belge. Devenu bateau-école, il est rebaptisé Commandant Fourcault en 1987, en hommage au courageux commandant du bateau-école Comte de Smet de Naeyer, puis vendu en 2000 à une société qui en a fait un navire de recherches. En escale au port de Brest en 2011, le navire est visité par le site français Marine marchande.net (Description du bateau et photos ). Il est désigné comme patrimoine maritime de la Flandre depuis le 16 juin 2017 .